# Antonio Riquelme
Antonio García-Riquelme Salvador més conegut com a Antonio Riquelme (Madrid, 9 de setembre de 1894-Ib., 20 de març de 1968) va ser un actor espanyol.

## Biografia
Tercera generació d'actors, fill de l'actor, director i empresari José Riquelme (1865-1905) i de l'actriu Elena Salvador i net d'un dels més cèlebres actors de l'últim terç del segle xix, Antonio Riquelme (1845-1888) creador al costat de Luján i Vallés del género chico.
Va debutar, sent encara molt jove, en teatre amb la Companyia de María Guerrero i Fernando Díaz de Mendoza. Durant les dècades dels anys 1920 i 1930 va desenvolupar una prolífica carrera teatral en la Companyia de Tirso Escudero.
Al cinema va debutar en 1911, si bé el seu talent es va desbordar després de finalitzar la guerra civil espanyola. La seva filmografia és una de les més prolífiques entre els actors espanyols i va aconseguir més de 150 títols. El seu físic particular, amb una figura alta i desmanegada el van situar en el gènere còmic on va sobresortir en desenes de títols especialment durant els anys 1950 i 1960.
El seu fill Juan Antonio Riquelme també es va dedicar al món de l'espectacle.

## Premis
En 1954 va rebre la Medalla del Cercle d'Escriptors Cinematogràfics al millor actor secundari per la seva interpretació en la pel·lícula Jeromin.

## Filmografia (selecció)
- La chica del gato (1927).
- Una morena y una rubia (1933).
- El crucero Baleares (1941).
- Los ladrones somos gente honrada (1942).
- Deliciosamente tontos (1943)
- Santander, la ciudad en llamas (1944).
- Tuvo la culpa Adán (1944).
- La torre de los siete jorobados (1944).
- Ella, él y sus millones (1944).
- A los pies de usted (1945).
- La Lola se va a los puertos (1947).
- La Duquesa de Benamejí (1949).
- La leona de Castilla (1951).
- El negro que tenía el alma blanca (1951).
- Puebla de las mujeres (1953).
- Jeromín (1953).
- Novio a la vista (1954).
- Todo es posible en Granada (1954).
- Malvaloca (1955).
- Suspiros de Triana (1955).
- Manolo, guardia urbano (1956).
- ¿Dónde vas, Alfonso XII? (1958).
- El día de los enamorados (1959).
- Gayarre (1959)
- La corista (1960).
- Buenos días, condesita (1967).

## Teatre (selecció)
- Doña Desdenes (1912), de Manuel Linares Rivas.
- El rayo (1917), de Pedro Muñoz Seca.[2]
- Que viene mi marido (1918), de Carlos Arniches.
- Los extremeños se tocan (1926), de Pedro Muñoz Seca.
- El solar de mediacapa (1928), de Carlos Arniches.
- El cadáver del señor García (1930), de Enrique Jardiel Poncela.
- Anacleto se divorcia (1932), de Pedro Muñoz Seca.
- El sexo débil ha hecho gimnasia (1946), de Enrique Jardiel Poncela.
- Don Juan Tenorio (1947), de José Zorrilla.
- Entre bobos anda el juego (1951), de Francisco de Rojas Zorrilla.[3]
- El caso de la señora estupenda (1953), de Miguel Mihura.